# Dracula: Un mort iubăreț
Dracula: Un mort iubăreț (titlu original: Dracula: Dead and Loving It) este un film american de comedie din 1995 regizat de Mel Brooks. Rolurile principale au fost interpretate de actorii Leslie Nielsen ca Dracula, Mel Brooks ca Dr. Abraham Van Helsing, Peter MacNicol ca Thomas Renfield, Steven Weber ca Jonathan Harker și Amy Yasbeck ca Mina Seward. Filmul este o parodiere a romanului  Dracula scris de Bram Stoker în 1898.

## Distribuție
- Leslie Nielsen -  Contele Dracula
- Mel Brooks - Dr. Abraham Van Helsing
- Peter MacNicol - Thomas Renfield
- Steven Weber -  Jonathan Harker
- Amy Yasbeck -  Mina Seward
- Lysette Anthony -  Lucy Westenra
- Harvey Korman -  Dr. Seward
- Anne Bancroft -  Madame Ouspenskaya (Gypsy Woman)
- Ezio Greggio -  the coachman
- Megan Cavanagh -  Essie
- Chuck McCann -  Innkeeper
- Mark Blankfield -  Martin
- Clive Revill -  Sykes
- Gregg Binkley -  Woodbridge
- Rudy De Luca -  Guard
- Richard Steven Horvitz -  Scientist #11
- Avery Schreiber -  Male Peasant on Coach
- Cherie Franklin -  Female Peasant on Coach

## Producție
Filmările au avut loc în perioada mai-septembrie 1995. Cheltuielile de producție s-au ridicat la 30 milioane $.

## Primire
A avut încasări de 10,7 milioane $.